# 波美拉尼亞圖書館
波美拉尼亞圖書館（波蘭語：Książnica Pomorska），全名為波美拉尼亞斯坦尼斯瓦夫·斯塔西奇圖書館（波蘭語：Książnica Pomorska im. Stanisława Staszica，以斯坦尼斯瓦夫·斯塔西奇命名）是位於波蘭什切青的地區圖書館，為西波美拉尼亞省最大的人文學科圖書館，重點關注社會科學、波美拉尼亞、斯堪的納維亞和德國的學科以及航海技術。圖書館還設有一般科學閱覽室，其中有其他科學領域的書籍，包括數學、自然科學和醫學科學。

## 歷史
該圖書館於1901年籌劃（當時什切青仍為德國領土，名為斯塞新），後於1905年10月3日開放。第二次世界大戰爆發後，館內最珍貴的藏品被分散到西波美拉尼亞各地以避免破壞。1944年的轟炸中，圖書館建築部分受損。
二戰後城市改歸波蘭管轄，1945年7月12日圖書館重新開放。

## 外部連結
- www.ksiaznica.szczecin.pl （页面存档备份，存于）

53°25′24″N 14°33′12″E / 53.4233°N 14.5533°E